# Chickland
Chickland es una localidad de Trinidad y Tobago, que forma parte de la región de Couva-Tabaquite-Talparo.

## Geografía
La localidad abarca parte de la isla Trinidad y limita al norte con Caparo, al sur con Preysal y Gran Couva, al este con Caparo y Brasso Caparo Village y al oeste con Freeport.

## Demografía
Datos demográficos de la localidad de Chickland:
| Gráfica de evolución demográfica de Chickland entre 2000 y 2011 |
|                                                                 |